# Lijst van Venlonaren
Dit is een lijst van bekende personen die in Venlo zijn geboren of daar hebben gewoond.

## A
- Joost van Aalst (1942), marineofficier
- Godefridus Adrianus Emanuel van Aefferden (1762-1861), politicus
- Giel Aerts (1917-1993), zanger, componist en arrangeur
- Jos van Aerts (1963), voetballer
- Alex Akela (1980), singer-songwriter
- Mustafa Amhaouch (1970), CDA-politicus en Tweede Kamerlid

## B
- Aloysius Bartels (1915-2002), politicus
- Peter Beeker (1970), singer-songwriter en journalist
- Henri Belletable (1813-1855), oprichter van de Aartsbroederschap van de Heilige Familie
- Jacob Berden (1861-1940), architect
- Tom van Bergen (1981), voetballer
- Bernard Berger (1887-1967), burgemeester
- Bert van den Bergh (1960), zanger en gitarist
- Lugman Bezzat (1997), voetballer
- Hans Billekens (1959), voetballer
- Arnold Bloemarts (1780-1845), politicus
- Franciscus Boermans (1815-1900), bisschop
- Frans Boermans (1917-1999), liedjesschrijver en zanger
- Harry Bordon (1921-1980), zanger
- Max Bolleman (1944), jazzdrummer
- Carolus Hubertus Leonardus Bontamps (1793-1854), politicus
- Henri Alexis Brialmont (1821-1903), generaal en militair auteur
- Tatjana van den Broek (1989), handbalster
- Don Burhenne (1946), voetballer
- Jan de Bussenmaecker (16e eeuw), scheikundige

## C
- Piet Camps (1926-2014), illustrator en cartoonist
- Marjolein Caniëls (1971), hoogleraar
- Bart Carlier (1929-2017), voetballer
- Etienne Caron (1921-1986), kunstschilder
- Willy Caron (1934-2010), zanger
- Jan van Cleef (1646-1716), kunstschilder
- Louk Conrads (1938), fysisch-geograaf, meteoroloog en klimatoloog
- Willem Conraetz (1719-1802), politicus
- Dogan Corneille (1974), voetballer
- Glenn Corneille (1970-2005), jazz- en poppianist en componist
- Paul Cox (1940-2016), regisseur, producer en acteur
- Hay Crompvoets (1938-2009), zanger
- Delano van Crooij (1991), voetballer
- Vito van Crooij (1996), voetballer
- Gerrit Gerritsz. Cuyp (1565-1644), glazenier, schilder, tekenaar
- Sjraar Cuijpers (1902-1980), architect

## D
- Soufiane Dadda (1990), voetballer
- Martijn Dambacher (1979), schaakgrootmeester
- Hans Dekkers (1954), schrijver
- Jos Deltrap (1909-1973), architect
- Harold Derix (1970), voetballer
- Hans Driessen (1953-2017), filosoof en vertaler
- Jay Driessen (1969), voetballer
- Teun van Dijck (1963), politicus
- Harold Dückers (1968), acteur en fotomodel
- Evert Dudok (1959), ingenieur en directeur van EADS

## E
- Guusje Eijbers (1954), actrice en regisseuse
- Michael Evans (1976), voetballer
- Jacques Ewalds (1940), olympisch volleyballer

## F
- Carolus Antonius Fodor (1768-1846), componist
- François Folie (1833-1905), astronoom

## G
- Roel Geeraedts (1973), journalist
- Henri Gelissen (1895-1982), politicus
- Maico Gerritsen (1986), voetballer
- Hubertus Goltzius (1526-1583), humanist, numismaat en drukker
- Jacob Goris (1536-1623), politicus
- Funs van Grinsven (1908-2003), zanger, dichter, componist, toneelregisseur
- Lodewijk van der Grinten (1831-1895), apotheker, scheikundige en oprichter van Océ

## H
- Toos Hagenaars (1932), beeldend kunstenaar
- Gerhard Hamm (1835-1904), componist
- Mimi Hamminck Schepel (1839-1930), schrijfster; echtgenote van Multatuli
- Franciscus Harmes (1835-1894), frater-architect in Suriname
- Paul-Piet Hendriks (1846-1906), missionaris in China
- Roy Heesen (1992), voetballer
- Lilian Helder (1973), advocate en politica
- Jan Hendrikx (1917-1945), verzetsheld
- Cor Herkströter (1937), topfunctionaris
- Hermanus Paulus Heutz (1760-1842), politicus
- Jan van den Heuvel (1935-2000), voetballer
- Harrie Heijnen (1940-2015), voetballer
- Hay Holthuijsen (1946-2023), voetballer
- Ernst Homburg (1952), scheikundige en historicus
- Puck Hoogers (2003), volleybalster

## I
- Hubertus Ingenhuys (±1570-1657), politicus, wijnhandelaar en gildemeester
- Johan Ingenhuys (1540-1623), politicus en wijnhandelaar

## J
- Candy Jacobs (1990), skateboarder
- Jacobus Jans (1874-1963), militair en verzetsstrijder
- Jens Janse (1986), voetballer
- Roel Janssen (1990), voetballer
- Pierre Janssens (1940-2022), politicus
- Jiri11 (1994), flamencogitarist, rapper en muziekproducent
- Hein Jordans (1914-2003), musicus en dirigent
- Wyneke Jordans (1953), pianiste
- Mikan Jovanovic (1947), voetballer

## K
- Jules Kayser (1879-1963), architect
- Gerart van Kessel genaamd Roffart (15e eeuw), politicus
- Lambert Keuller (1813-1864), historicus
- Mike Keyzer (1911-1983), staatssecretaris en politicus
- Jan Klaassens (1931-1983), voetballer
- Ruben Kogeldans (1967-1989), voetballer
- Coy Koopal (1932-2003), voetballer
- Quin Kruijsen (1990), voetballer
- Inske Kuik (1990), handbalster

## L
- Hay Lamberts (1934-2001), voetballer
- Geert Lap (1951-2017), keramist
- Jean Laudy (1877-1956), kunstschilder
- Sander Lenders (1986), voetballer
- Henry van Lieshout (1932-2009), bisschop van Lae (Papoea-Nieuw Guinea)
- Antoine Guillaume van Liebergen (1803-1871), politicus
- Arnt van Lomme (?-1433), politicus
- Johan van Lom (1465-1538 of 1539), politicus en filantroop
- Pieter Lodewijk de Lom de Berg (1804-1873), politicus
- Rob van der Loo (1979), muzikant
- Jos Luhukay (1963), voetballer

## M
- Frans Maas (1863-1932), transportondernemer
- Michael Mercator (1491-1544), graveur, goud- en zilversmid, instrumentmaker en diplomaat voor het Engelse hof
- Jan van der Meij (1937-2002), voetballer
- Harman Mensenere (14e eeuw), burgemeester
- Peter Mensenere (14e eeuw), burgemeester
- Cor de Meulemeester (1936-2018), voetballer
- Sef Moonen (1906-1995), kunstschilder en oprichter van de Vrije Academie
- Constant Mostart (1881-1941), notaris en schrijver
- Michiel Joseph Antoon Mulder (1809-1883), politicus

## N
- Jo Nabben (1911-1988), schrijfster
- Gijs Nass (1920-2008), voetballer
- Jac Naus (1913-1945), kapelaan en verzetsstrijder
- Becky van Nijf (1992), handbalster
- Mgr Willem Nolens (1860-1931), bisschop, politicus en kabinetsformateur
- Numidia (1999), zangeres
- Jo van Nunen (1945-2010), ingenieur en hoogleraar

## O
- Jos Oehlen (1953), beeldend kunstenaar

## P
- Johan Frederik Pala (1892-1972), componist, dirigent, klarinettist, pianist en violist
- Piet Pala (1950), voetballer
- Pierre Palla (1902-1968), radiopianist, organist en koordirigent
- Sjraar Peetjens (1922-2019), zanger
- Herman Peters  (1923-1994), missionaris en antropoloog
- Marcel Peters (1966), voetballer
- Henk Pröpper (1931-2022), militair en politicus
- Frans Pollux zanger
- Erycius Puteanus (1574-1646), wetenschapper
- Hendrik Puteanus (?-1625), politicus

## R
- Maurice Rayer (1972-2025), voetballer
- Ferry de Regt (1988), voetballer
- Bert Riether (1961-2008), voetballer
- John Roox (1961), voetballer
- Jos Rutten (1962), voetballer
- Hermanus Bernardus Jacobus van Rijn (1841-1928), politicus

## S
- Luna Sabella (2010), zangeres en actrice
- Will Sanders (1965), hoornist
- Jolande Sap (1963), econome en politica
- Frank Scheffer (1956), cineast en filmproducent
- Fons Schobbers (1947), beeldend kunstenaar
- Jacobus Schink (1748-1804), missionaris te Curaçao
- Laurentius Schrijnen (1861-1932), bisschop van Roermond
- Huub Schuurs (1947-1996), voetballer
- Henri Seelen (1863-1940), architect
- Jan Seelen (1938-2019), voetballer
- Selman Sevinç (1995), voetballer
- Cielke Sijben (1984), radio-dj
- Jeu Sijbers (1929-1984), voetballer
- Bennie Slaats (1942-2024), voetballer
- Sjaak Smetsers (1954), beeldend kunstenaar
- Pierre van Soest (1930-2001), beeldend kunstenaar
- Jos Spee (1953), priester en pastoor-deken van dekenaat Venlo - Tegelen
- Huub Stapel (1954), acteur
- Edward Stelder (1967), scenarioschrijver en acteur
- Harrie Steegh (1934-1989), voetballer
- John Steegh (1953), politicus
- Paul Sterk (1964), schrijver
- Paul van der Sterren (1956), schaakgrootmeester
- Earnest Stewart (1969), voetballer
- Theo Stokkink (1941), radio- en televisiepresentator
- Dave Strijbos (1967), motorcrosser
- Theo Stroeken (1939-2019), CDA-politicus
- Hein Stufkens (1947), filosoof, schrijver, dichter en zenleraar

## T
- Sigismund Tagage (1922-2012), broeder, priester, leraar, publicist en schatbewaarder
- Jerry Taihuttu (1970), voetballer
- Jim Taihuttu (1981), filmregisseur
- John Taihuttu (1954-2016), voetballer
- Vera Tax (1972), Europarlementariër namens PvdA
- Herman Teeuwen (1930-2003), voetballer
- Wiel Teeuwen (1938-2024) , voetballer en voetbalmanager
- Théodore Teichmann (1788-1867), politicus
- Adriaan Terhell (1863-1949), kunstschilder
- Evert Thielen (1954), kunstschilder
- Sef Thissen (1973), operazanger
- Kevin Timmermans (1992), zanger
- Boris Titulaer (1980), zanger
- Eric Toebosch (1949), kunstschilder
- Royce Tostrams (1951), beursanalist

## U
- Lex Uiting (1986), verslaggever en radio- en tv-presentator
- Carlo van Ulft (1961), organist, beiaardier en dirigent

## V
- Paul Vaes (1964), musicalacteur
- Jan van Venlo (15e eeuw), klokkengieter
- Jan van de Ven (1925-2013), politicus
- Frank Verbeek (1964), voetballer
- Lotte Verbeek (1982), actrice
- Rick Verbeek (1988), voetballer
- Huub Vercoulen (1944), voetballer
- Mark Verheijen (1976), politicus
- Jan Versleijen (1955), voetbalcoach
- Johan de Verwer (1495-1577), burgemeester
- Wiel Vestjens (1936-2018), zanger
- Johan Vinck (1365-1455), burgemeester en drossaard
- Johan van Vogelsanck senior (?-1505 of 1508), politicus
- Johan van Vogelsanck junior (?-1539), politicus
- Johan van Vogelsanck III (1538-1603), politicus
- Henk van der Vorst (1944), wiskundige en emeritus-hoogleraar
- Pieter Vrijdag (1958), Huisarts te Wouw

## W
- Charles Wiener (1832-1888), graveur en medailleur
- Jacob Wiener (1815-1899), graveur en medailleur
- Leopold Wiener (1823-1891), beeldhouwer
- Geert Wilders (1963), politicus
- Eugène Wolters (1844-1905), kunstschilder
- Frans Wolters (1943-2005), politicus

## Z
- Jo Zanders (1908-1999), burgemeester
- Sjraar Zeelen (1927-2012), hockeyer